# Isla Roosevelt (Nueva York)
La Isla Roosevelt o la Roosevelt Island, anteriormente conocida como Welfare Island (de 1921 a 1973), y antes de eso como Blackwell's Island, es una isla en el estrecho del Río Este de la ciudad de Nueva York, en Estados Unidos. Se encuentra entre la isla de Manhattan al oeste y el municipio de Queens al este. Inicia desde el este de las calles 46  a 85 del este de Manhattan, con cerca de dos millas de largo, y una anchura máxima de 244 m, y una superficie total de 59,4 ha. La isla forma parte de Borough de Manhattan y el condado de Nueva York. Junto con Mill Rock, la Isla Roosevelt constituye la parcela 238 del condado de Nueva York, de una superficie de 0.59 km². con una población de 9520 habitantes según el censo de 2000. La Roosevelt Island Operating Corporation estimó su población de alrededor de 12 000 personas en 2007.  La parcela es propiedad de la ciudad, pero fue arrendada a la Urban Development Corporation del Estado de Nueva York por 99 años en 1969. La mayoría de los edificios residenciales en la Isla Roosevelt son edificios de renta. También hay una cooperativa (Rivercross) y un edificio de condominio (Riverwalk Place). Un edificio de renta (Eastwood) dejó el  programa Mitchell-Lama Housing del estado de Nueva York, aunque sus residentes aún están protegidos. Otros tres edificios serán privatizados, incluidas las cooperativas.

## Educación
El Departamento de Educación de la Ciudad de Nueva York gestiona la P.S. 217/I.S. 217 Roosevelt Island School.